# Arnaud II d'Astarac
Arnaud II, mort v. 1023, est le deuxième comte d'Astarac, issu de la maison d'Astarac.

## Biographie
Arnaud est le fils et successeur du comte Garsie-Arnaud, dit Arnaud I, petit-fils d'Arnaud-Garsie, dit Nonnat, fils Garcie II, dit le Courbé, qui reçoit en apanage le pagus d'Astarac, vers 920, et premier comte attesté,.
Il épouse Talaise, ou Athalèse, dont il a sept enfants :
- Guillaume, comes Astaracensis (v. 1023-1060), qui lui succède ;
- Bernard-Pelagoz/Bernard Ier, dit Pelagos, comes Pardiniacum (Pardiac) (1090 ou 1134-1152) ;
- Garsie, comes (Aura ?) (v. 1023-1034) ;
- Raymond, comes (v. 1023-1034) ;
- Guiraud, comes (v. 1020-1034) ;
- Odon, archevêque d'Auch (v. 1005-1034) ;
- Dacon, moine de Simorre, abbé de Sainte-Dode (v. 1032-1034).